# Błona stekowa
Błona stekowa – błona pokrywająca zarodkową kloakę podczas rozwoju zarodkowego.
Błona stekowa tworzy się z ektodermy i endodermy, które zaczynają się ze sobą kontaktować. Gdy ludzki zarodek rośnie i następuje fałdowanie ogonowe, przegroda moczowo-odbytowa dzieli stek na część brzuszną (zatokę moczowo-płciową) i grzbietową (kanał odbytowo-odbytniczy). Zanim przegroda urorektalna będzie mogła połączyć się z błoną stekową, błona przerywa się, otwierając kanał odbytowo-odbytniczy i zatokę moczowo-płciową na zewnątrz. Później tworzy się zamykająca otwór powstała z ektodermy błona odbytowa, z której wytwarza się dystalna jedna trzecia prostnicy.
Zasugerowano, że występujące w tym procesie błędy rozwojowe mogą wiązać się z powiększeniem łechtaczki.